# Sergey Mikhaylovich Prokudin-Gorsky
Sergey Mikhaylovich Prokudin-Gorsky (tiếng Nga: Серге́й Миха́йлович Проку́дин-Го́рский, sinh ngày 30/8/1863 (lịch cũ: ngày 18/8) – mất ngày 27/9/1944) là nhà hóa học và nhiếp ảnh gia người Nga. Ông được biết đến với những nghiên cứu tiên phong trong kỹ thuật ảnh màu vào khoảng đầu thế kỷ thứ 20.
Sử dụng một phòng tối trên toa xe lửa đường sắt được Sa hoàng Nicholas II tặng, Prokudin-Gorsky đi chu du khắp Liên Bang Nga từ khoảng năm 1909 đến năm 1915 bằng cách sử dụng cách nhiếp ảnh ba màu của ông để ghi lại phong cảnh. Dù một số âm bản của ông bị mất, phần lớn còn lại đã được lưu trữ tại Thư viện Quốc hội Hoa Kỳ sau khi ông qua đời. Bắt đầu từ năm 2000, các âm bản đã được số hóa và bộ ba màu cho từng đối tượng được kết hợp kỹ thuật số để tạo ra hàng trăm hình ảnh màu từ thế kỷ trước của Nga.
Vào ngày 30 tháng 8 năm 2018, vào ngày sinh nhật thứ 155 của Produkin-Gorsky, Google đã cho ra mắt hoạt hình Google Doodle kỷ niệm công việc của ông.

## Thời thơ ấu
Prokudin-Gorsky được sinh ra tại nơi sinh sống của Funikova Gora, nơi mà ngày nay gọi là quận Kirzhachsky, thành phố Vladimir Oblast. Cha mẹ của ông là người Hoàng gia Nga, và gia đình ông có một lịch sử chiến đấu hào hùng. Họ chuyển đến sống tại Saint Petersburg, nơi mà Prokudin-Gorsky đăng ký học tại Học viện Công nghệ Saint Petersburg để nghiên cứu hóa học dưới thời Dmitri Mendeleev. Ông cũng học nhạc và vẽ tại Học viện Hoàng gia Nghệ thuật.

## Hình ảnh
Một số bức ảnh mà Sergey đã chụp:

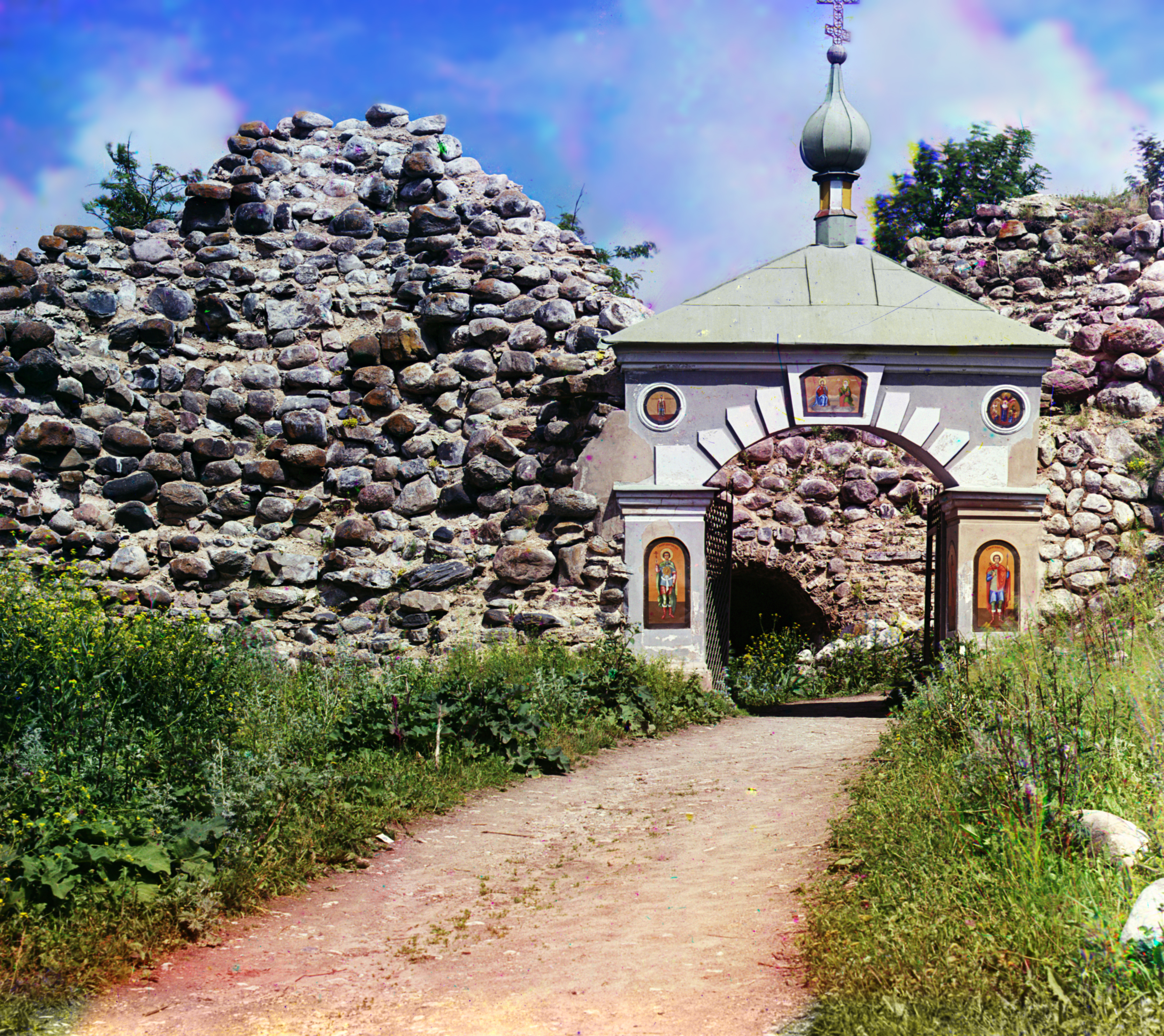
1909
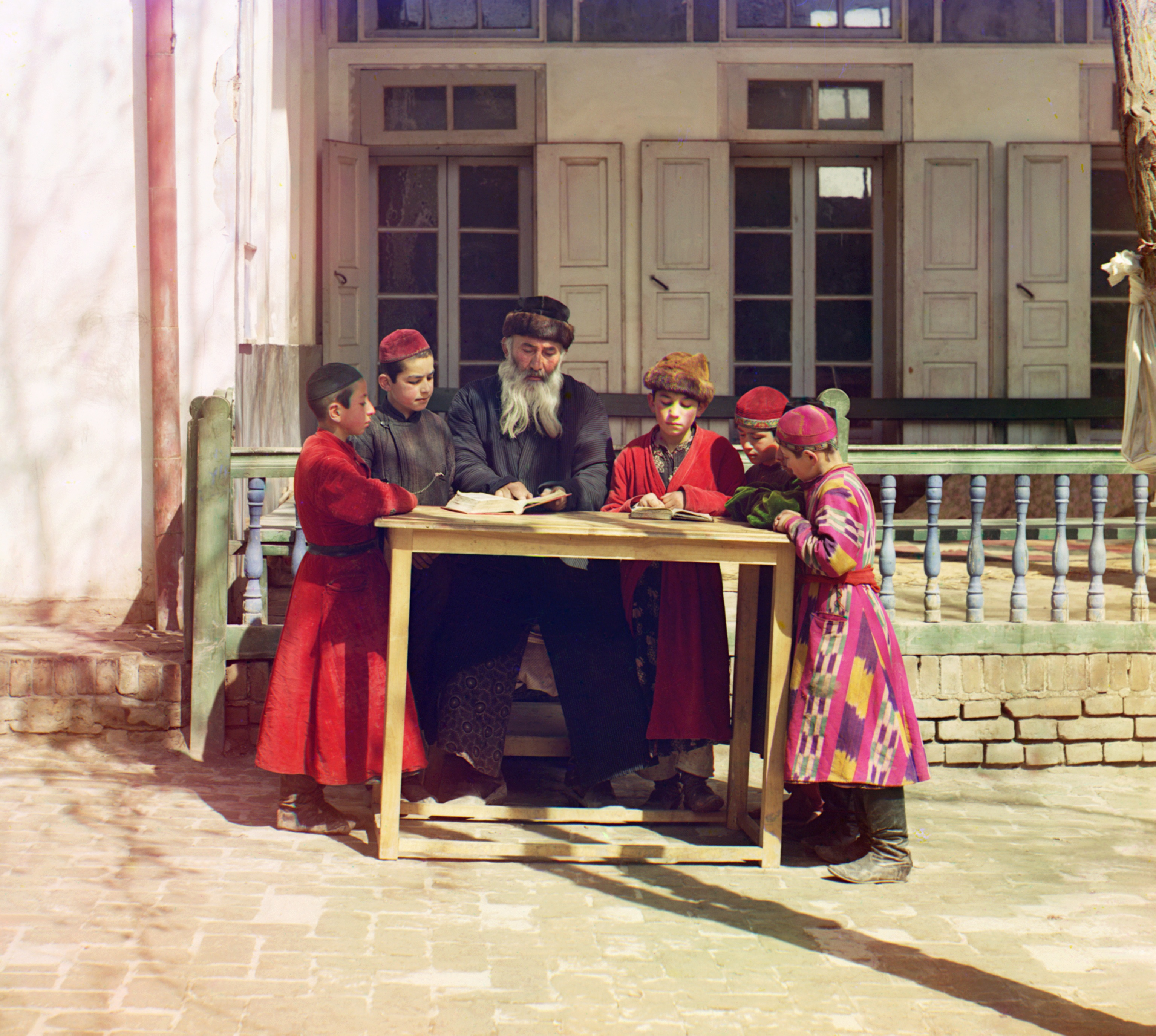
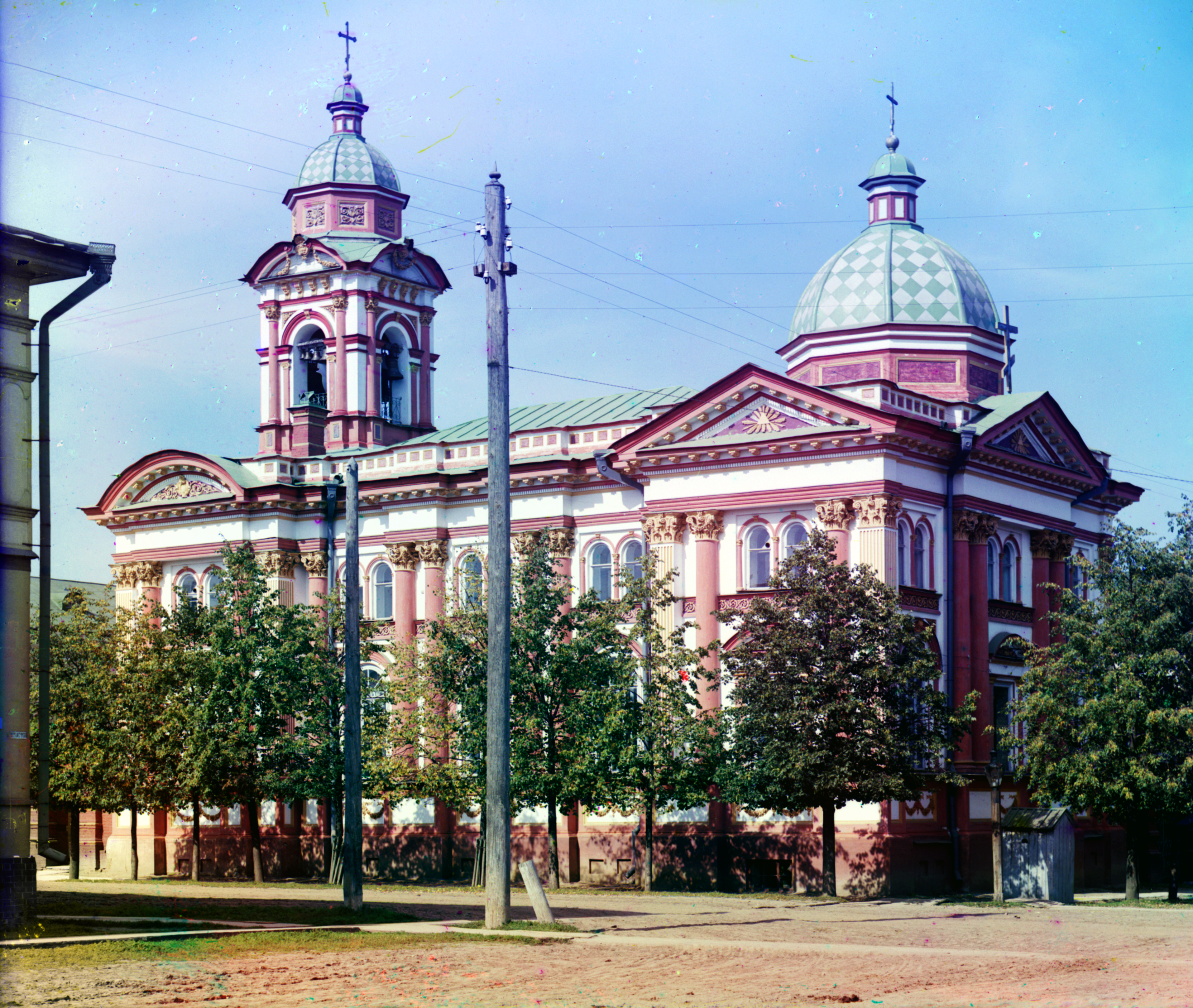
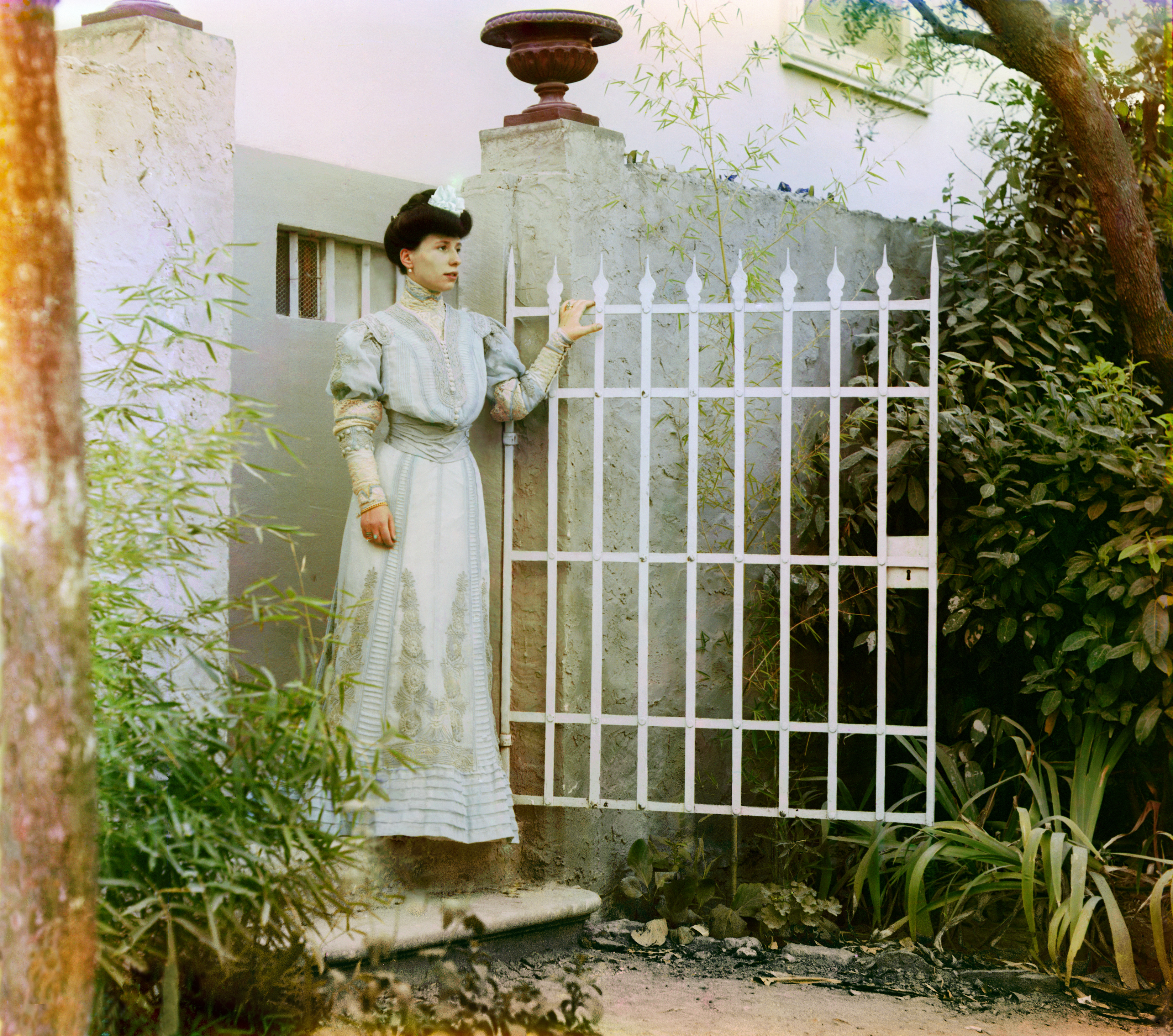
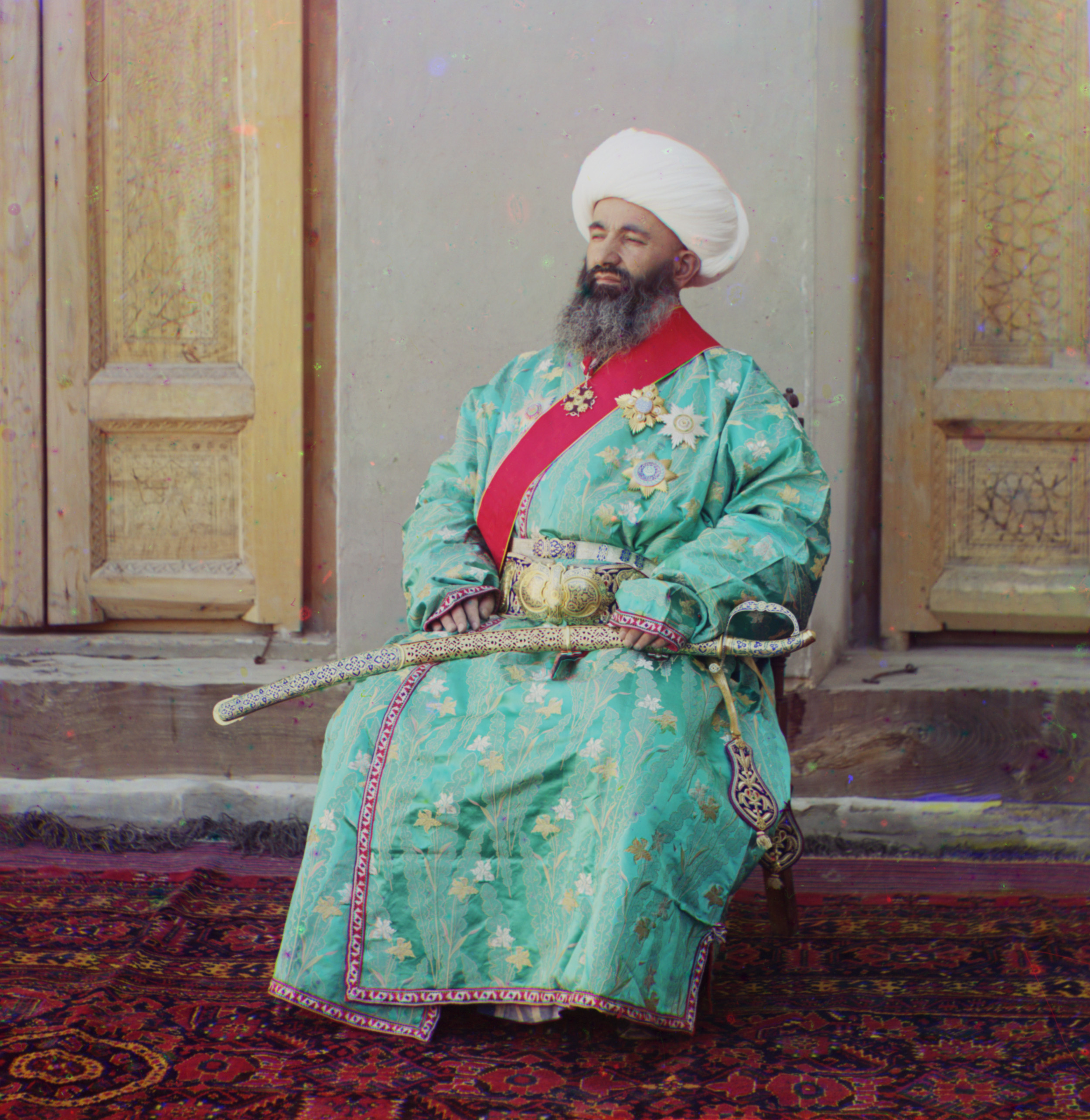
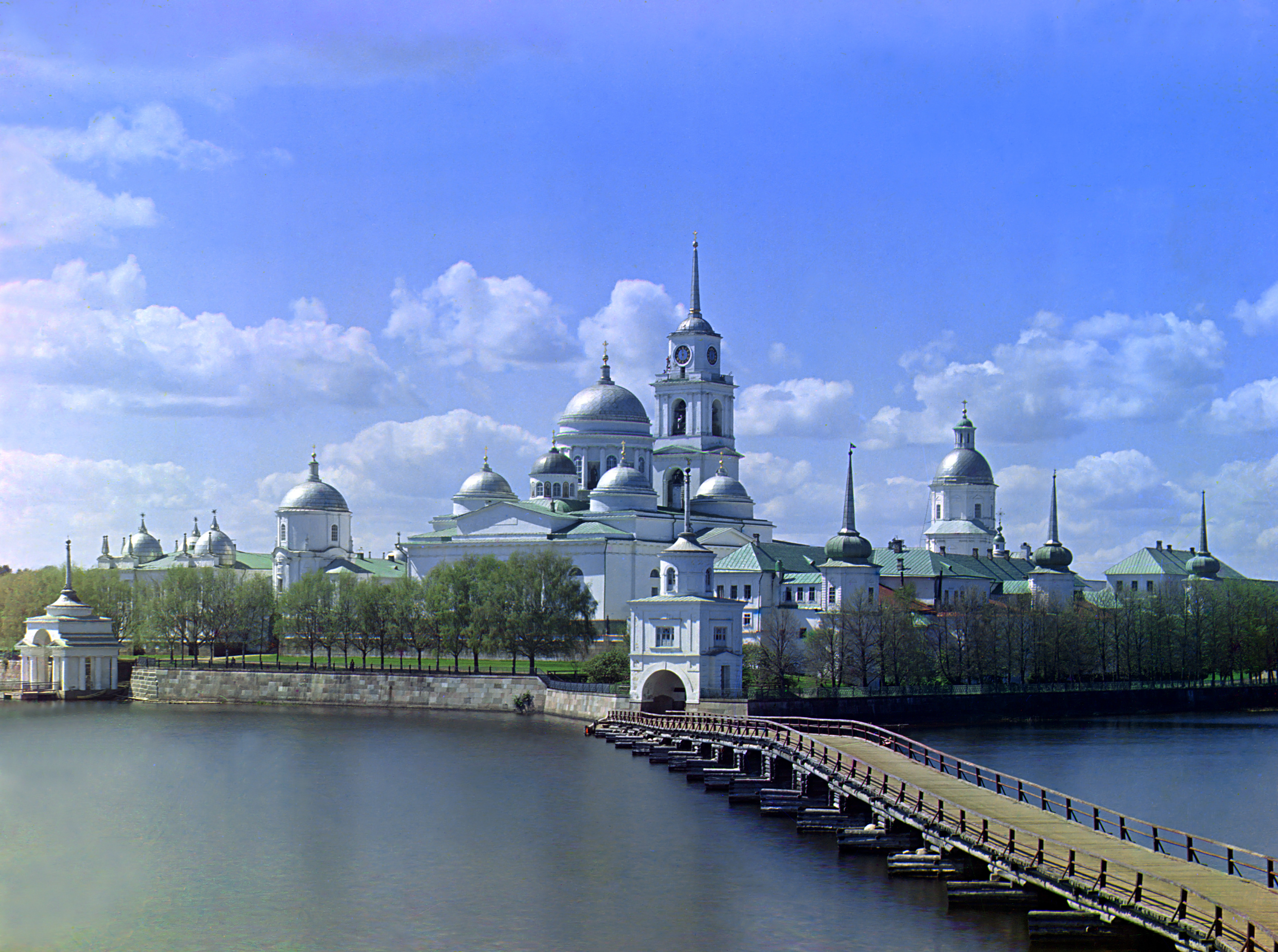
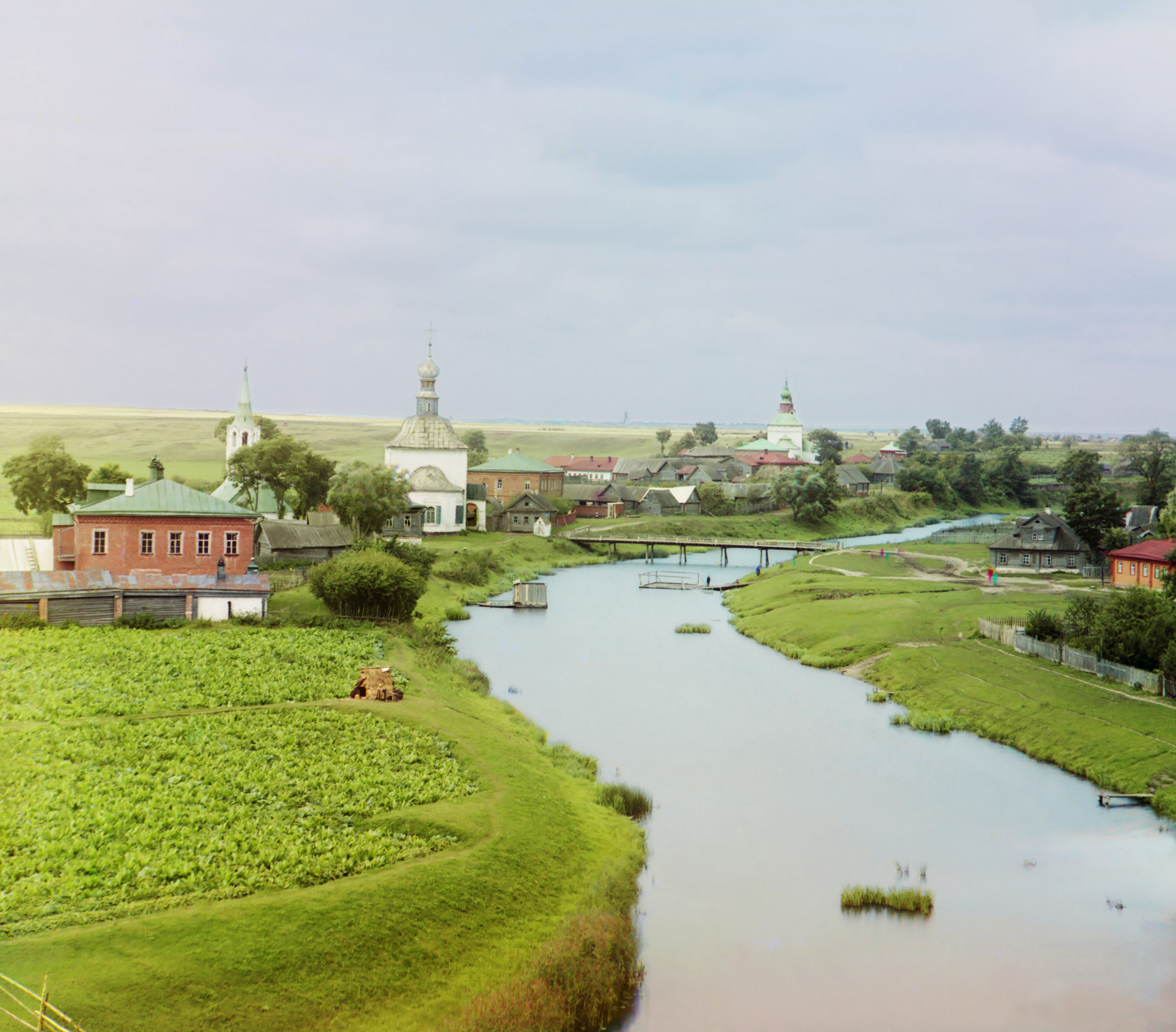
1912